# کورنلند، ایلینوی
کورنلند (به انگلیسی: Cornland) یک حوزه سرشماری در ایالات متحده آمریکا است که در ایلینوی واقع شده‌است. کورنلند ۹۳ نفر جمعیت دارد.